# SBS 모바일 24
SBS 모바일 24는 대한민국을 방송권역으로 하는 지상파 방송사인 SBS가 운영하는 인터넷 방송이다.

## 개요
이 채널은 홈페이지, 인터넷과 스마트폰의 my S, 스마트폰 뉴스 애플리케이션인 SBS NEWS 앱으로 시청할 수 있다. 2019년 4월 24일에 다시 SBS 모바일 24로 환원되었다.
모닝와이드 1, 2부, SBS 10 뉴스, SBS 12 뉴스, SBS 뉴스브리핑, SBS 오 뉴스, SBS 8 뉴스, SBS 뉴스특보 등의 뉴스 프로그램과 SBS 뉴스토리 등의 시사 프로그램이 방송된다.

## 연혁
- 2019년 2월 22일: SBS 모바일 24 시험 방송 시작
- 2019년 4월 24일: SBS 모바일 24 개국

## 프로그램
본 프로그램에서 격조 높은 SBS TV, 지역국으로 방송된 보도와 시사 전문 프로그램 방송을 편성하고 있다.

### 시사
- SBS 뉴스토리